# Philodromus gertschi
Philodromus gertschi là một loài nhện trong họ Philodromidae.
Loài này thuộc chi Philodromus. Philodromus gertschi được miêu tả năm 1965 bởi Schick.